# Tsukuyomi
Tsukuyomi (ツクヨミ, 月讀? anche noto come Tsukuyomi-no-mikoto ツクヨミノミコト，月夜見尊), è il dio della Luna nello Shintoismo e nella mitologia giapponese. Il nome Tsukuyomi è una combinazione delle parole giapponesi per "luna, mese" (tsuki) e "leggere, contare" (yomu). Un'altra interpretazione è che il nome sia una combinazione di "notte illuminata dalla luna" (Tsukiyo) e un verbo che significa "guardare" (miru). Un'ulteriore interpretazione è che il Kanji per la parola "arco" (弓, yumi) fu confuso con il kanji per "yomi". "Yomi" potrebbe anche essere riferito all'oltretomba giapponese, anche se questa interpretazione è poco plausibile.

Rara opera d'arte di Tsukuyomi-no-Mikoto

Tsukuyomi era il secondo dei "tre nobili bambini" nati quando Izanagi, il kami che creò la prima terra, Onogoro-shima, si stava purificando dai suoi peccati mentre si stava lavando dopo essere scappato dall'Oltretomba e dalle grinfie della sua feroce moglie morta, Izanami. Tsukuyomi nacque quando Izanagi lavò il suo occhio destro. Comunque sia, in una diversa versione della storia, Tsukuyomi nacque da uno specchio fatto di rame bianco nella mano destra di Izanagi.
Dopo essersi arrampicato su una scala celestiale, Tsukuyomi visse nel paradiso, noto anche come Takamagahara, con sua sorella Amaterasu, la dea del Sole.
Tsukuyomi fece infuriare Amaterasu quando uccise Uke-Mochi, la dea del cibo. Un giorno, Amaterasu mandò Tsukuyomi a rappresentarla a un banchetto organizzato da Uke Mochi. La divinità creò il cibo girandosi verso l'oceano e sputando un pesce, poi si girò verso la foresta e uscì selvaggina dal suo ano, infine si girò verso una risaia e sputò una ciotola di riso. Tsukuyomi era disgustato dall'accaduto perché, anche se tutto sembrava squisito, questo pranzo era stato realizzato in una maniera repellente, pertanto decise di ucciderla.

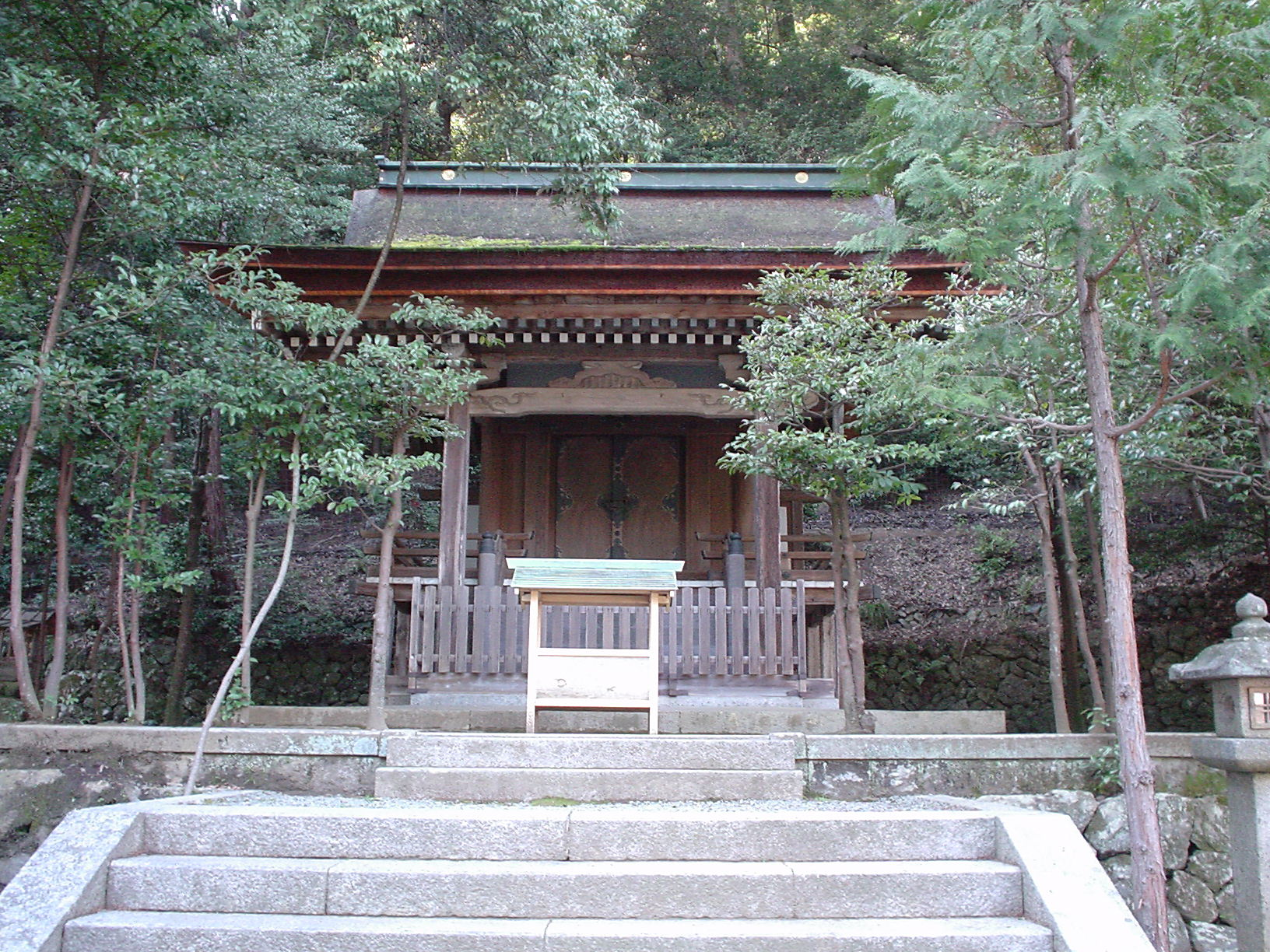
Un santuario dedicato a Tsukuyomi, a Kyoto

Presto, Amaterasu venne a sapere quanto era successo ed era così in collera che si rifiutò per sempre di vedere Tsukuyomi, trasferendosi in un'altra parte del cielo. Questo è il motivo per il quale il giorno e la notte non sono mai insieme. In una versione successiva del mito, Uke Mochi è uccisa da Susanoo.
Nella cultura moderna compare nella light novel:
"Tsuki ga Michibiku Isekai Douchu è la divinità che governa sulla Luna e colei che ha assunto l'incarico di trasferire Makoto Misumi dalla Terra all'altro mondo. Tsukuyomi diede anche la sua benedizione del potere a Makoto e in seguito lo aiutò dopo che la Dea lo lasciò cadere nella Terra Desolata nel suo mondo".